# 1913 no desporto

## Eventos

### Futebol
- 13 de janeiro - Fundação do Nacional, de Manaus
- 24 de maio - Fundação do Esporte Clube São José, de Porto Alegre.

- 29 de junho - É fundado o Esporte Clube Juventude, de Caxias do Sul.
- 21 de Junho - E fundado em Vitória, o Rio Branco Atlético Clube, do estado do Espírito Santo.
- 14 de setembro - Fundação do Esporte Clube São Bento, de Sorocaba.
- 13 de novembro - Fundação do Rio Negro, de Manaus conhecido como barriga preta ou galo carijó

## Nascimentos
| Data           | Nome              | Profissão                          | Nacionalidade                    | Observações | Ref                 |
| -------------- | ----------------- | ---------------------------------- | -------------------------------- | ----------- | ------------------- |
| 20 de maio     | Teodoro Fernández | futebolista                        | Peru                             | m. 1996     | [carece de fontes?] |
| 28 de agosto   | Cornelius Johnson | atleta                             | United States                    | m. 1946     | [ 1 ]               |
| 6 de setembro  | Leônidas da Silva | futebolista                        | Brazil                           | m. 2004     | [ 2 ]               |
| 12 de setembro | Jesse Owens       | atleta e líder civil               | United States                    | m. 1980     | [ 3 ]               |
| 28 de setembro | Alice Marble      | tenista                            | Estados Unidos                   | m. 1990     |                     |
| 1 de outubro   | Hélio Gracie      | idealizador do Brazilian Jiu-Jitsu | Brazil                           | m. 2009     | [ 4 ]               |
| 4 de novembro  | Elisaveta Bykova  | enxadrista                         | Rússia (atual) · União Soviética | m. 1989     | [ 5 ]               |

## Mortes
| Data        | Nome     | Profissão | Nacionalidade | Observações | Ref   |
| ----------- | -------- | --------- | ------------- | ----------- | ----- |
| 14 de março | Jim Hall | pugilista | Austrália     | n. 1868     | [ 6 ] |